# Diététique
 (novembre 2008).
Si vous disposez d'ouvrages ou d'articles de référence ou si vous connaissez des sites web de qualité traitant du thème abordé ici, merci de compléter l'article en donnant les références utiles à sa vérifiabilité et en les liant à la section « Notes et références ».

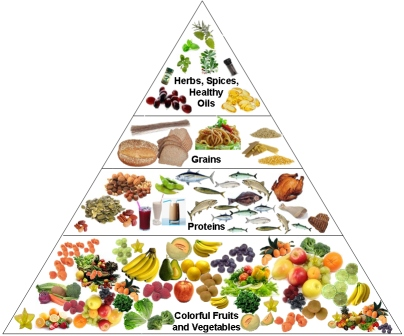
Pyramide alimentaire

La diététique est une discipline appliquée qui traduit les connaissances scientifiques en nutrition en recommandations pratiques pour l'alimentation humaine, en tenant compte des facteurs individuels, culturels et pathologiques.
Alors que la nutrition constitue la science fondamentale qui étudie les processus biologiques par lesquels les organismes utilisent les aliments pour maintenir leurs fonctions vitales, la diététique en constitue l'application pratique. Elle établit des principes alimentaires basées sur l'analyse des besoins nutritionnels, la composition des aliments et leurs effets sur la santé.
La diététique moderne s'appuie sur les recommandations d'organismes scientifiques reconnus tels que l'Organisation mondiale de la santé (OMS), l'Autorité européenne de sécurité des aliments (EFSA) ou l'Agence nationale de sécurité sanitaire de l'alimentation (ANSES). Ses domaines d'intervention incluent la prévention des maladies chroniques, la prise en charge thérapeutique de pathologies liées à l'alimentation, et l'adaptation des régimes alimentaires aux besoins particuliers (allergies, intolérances, choix éthiques).
La pratique de la diététique varie selon les contextes culturels et l'évolution des connaissances scientifiques. Elle est encadrée par des réglementations nationales et européennes qui définissent notamment les allégations nutritionnelles et de santé autorisées.

## Histoire de la diététique

### Diététiques traditionnelles
L’histoire de l’évolution de la diététique montre qu’il n’y a pas une diététique mais des diététiques, qui dépendent de la conception de la digestion et de la connaissance des aliments.
Jusqu’au développement de la chimie, les diététiques anciennes en Europe, en Inde ou en Chine, ont de grands points communs :
- la digestion est une cuisson des aliments ;
- le corps est composé d’éléments qui déterminent un tempérament ;
- il est recommandé de manger une nourriture équilibrée, c’est-à-dire des aliments correspondant à son tempérament.

Pour la diététique hippocratique, il y a 4 éléments : l’eau, la terre, l’air, le feu, qui correspondent à 4 tempéraments : lymphatique, mélancolique, sanguin et colérique. Chaque aliment est classé en chaud, froid, sec ou humide.
Pour la diététique ayurvédique, il y a 5 éléments : l’ether, l’air, l’eau, le feu, la terre, qui correspondent à 3 tempéraments : vata, pitta, kapha. Chaque aliment est classé selon les éléments, les tempéraments ou doshas, 6 saveurs et 3 catégories ou gunas (sattvic, rajasic ou tamasic).
Pour la diététique chinoise, il y a 5 éléments : le bois, le feu, la terre, le métal, l’eau, qui correspondent aux mêmes 5 tempéraments. Les aliments sont classés par saveurs, couleurs, consistance. Les aliments peuvent être également yin ou yang.
La diététique hippocratique et la diététique chinoise ont survécu aux progrès de la médecine et de la chimie, tandis que la diététique ayurvédique ne survit plus qu’en Inde (médecine Unani-Tibbi). La naturopathie a repris certains concepts de la médecine ayurvédique.

### Diététique scientifique
La diététique scientifique en Occident a modifié sa définition de la digestion : ensemble des processus mécaniques et biochimiques assurant la transformation et l’absorption des aliments. Elle a modifié le classement des aliments, désormais composés de nutriments, directement assimilables : protéines, lipides, glucides, vitamines, minéraux, oligo-éléments.
La diététique officielle conserve toujours le concept de nourriture équilibrée mais y a ajouté les concepts de nourriture diversifiée et saine comme bases d'un régime alimentaire sain.

### Diététiques alternatives
Des contestataires de la diététique officielle ont créé, au XXe siècle, plusieurs diététiques alternatives, qui reprennent à la fois des théories des diététiques anciennes et une connaissance scientifique des aliments : naturopathie, mouvement végétarien, méthode Catherine Kousmine. Les régimes alimentaires, plus ou moins scientifiques, plus ou moins commerciaux, se sont également diversifiés.

### Développements
La diététique a pris ces dernières années une plus grande ampleur avec notamment l’augmentation des maladies liées à la « mauvaise alimentation ».

## Principes
Les principes généraux de la diététique scientifique occidentale sont les suivants.

### Énergie: besoin quantitatif
On estime en général que le besoin en énergie dépend du climat, de l’âge, de la taille et de l’activité du sujet.

### Énergie: répartition qualitative des sources
Les aliments contiennent de nombreux nutriments. Certains de ces nutriments (glucides, lipides, protides) sont aussi sources d’énergie. Pour constituer des menus équilibrés, il faut connaître ses besoins en énergie et répartir convenablement l’énergie entre les différentes sources. Il faut aussi apporter les autres nutriments non énergétiques (vitamines, sels minéraux, fibres et eau) en quantité suffisante.
L’apport en énergie des principaux nutriments est calculé par différentes estimations, comme la méthode de la calorimétrie indirecte. On obtient :
- 1 g de glucides procure 4 kilocalories (kcal), soit 17 kilojoules (kJ) ;
- 1 g de lipides procure 9 kcal, soit 38 kJ ;
- 1 g de protides procure 4 kcal, soit 17 kJ ;
- 1 g d'éthanol procure 7 kcal, soit 27 kj ;

La répartition théorique de l’énergie apportée par les aliments est la suivante en France [pas clair]:
- 50 à 55 % de glucides (en privilégiant les glucides à Indice glycémique bas) ;
- 35 à 40 % de lipides{Référence nécessaire (dont une partie d’origine végétale : par exemple, huile d'olive vierge) ;
- 12 à 15 % de protides (dont une partie d’origine végétale).[réf. nécessaire]

On appelle « calories vides » les calories qu’on trouve dans les aliments (tels que les sodas, les bonbons ou l’alcool) qui apportent beaucoup d’énergie avec très peu de composés non énergétiques indispensables tels que les fibres, les minéraux et les micronutriments.

### Autres nutriments
D’autres éléments de nutrition jouent un rôle important, notamment :
- les fibres alimentaires ;
- les vitamines ;
- les macro-éléments minéraux : calcium (Ca), phosphore (P), potassium (K), chlore (Cl), sodium (Na), magnésium (Mg) ;
- les oligo-éléments minéraux : fer (Fe), zinc (Zn), cuivre (Cu), manganèse (Mn), iode (I), molybdène (Mo), etc.

De plus, la science actuelle ne tient aucun compte, dans l'étiquetage de 2010, des polyphénols, phytostérols et de toute la richesse du monde végétal en molécules végétales dont il nous reste à découvrir tout le potentiel.

### Excès de certains nutriments et santé
La consommation excessive de certains nutriments peut être dangereuse. Par exemple, le sodium dans les pays occidentaux. Sa consommation se fait majoritairement sous forme de chlorure de sodium (sel de table). La surconsommation de sodium est à l’origine de la rétention de l’eau dans le système sanguin ce qui conduit à l’hypertension artérielle.
Faire en sorte que chacun sache constituer des menus équilibrés est un enjeu de santé publique. Il est maintenant certain que les déséquilibres alimentaires sont une source importante de maladies comme les maladies cardiovasculaires, le surpoids, les maladies oculaires, les diabètes, l’ostéoporose et certains cancers.

## Application

### Application spontanée
Il faut faire une distinction entre l’alimentation consommée par l’espèce humaine pendant 7 millions d’années jusqu’au Néolithique (et toujours consommée par les derniers chasseurs-cueilleurs) et celle consommée depuis le Néolithique.
Jusqu’au Néolithique, l’alimentation comprend surtout des fruits frais et oléagineux, légumes, tubercules (mais pas la pomme de terre), de la viande et du poisson. Il n’y avait ni laitages, ni céréales, ni légumes secs, ni sel, ni sucre, ni huile. Bien sûr, compte tenu de la difficulté à se procurer de la viande, l’alimentation était probablement plus glucidique. D’autre part, nos ancêtres consommaient, en quantité la plus importante possible, des fruits oléagineux qui constituaient le parallèle (en bien supérieur) avec nos huiles modernes. Avec l’utilisation du feu et ainsi la cuisson des aliments permettant la consommation des féculents (tubercules, céréales, légumes secs), l’espérance de vie a alors augmenté.

### Application raisonnée

#### Restauration collective
Les repas des cantines, restaurants scolaires et d’entreprise sont établis en tenant compte des enseignements de la diététique, dans l’hypothèse que le repas serait composé :
- de crudités ;
- d’un plat garni comprenant une source de protéines animales (viandes, œufs, poissons, abats), une source de légumes cuits et une source de glucides complexes (féculents, céréales ou pain) ;
- d’un fromage ou laitage ;
- d’un fruit (ou d’une salade de fruits) ;
- de l’eau pour l’hydratation (1,5 l/j d’eau de boisson au total).

Lorsque ces restaurants fonctionnent en mode libre-service, le repas cesse en général d’être équilibré au sens de la diététique officielle dès que l’un de ces plats manque, ou au contraire s’il est doublé. Il cesse également de l’être si on l’accompagne d’une boisson sucrée.

## Diffusion

### Campagnes publiques d'information
La diététique a longtemps été affaire privée. Mais les problèmes de santé publique posés par l’alimentation ont amené les pouvoirs publics à intervenir dans ce domaine.
En France, les pouvoirs publics répètent des messages de diététique à l’attention des plus jeunes en particulier (« manger cinq fruits et légumes par jour », même si cette affirmation n'est plus valable dû à la perte en vitamine des fruits et légumes depuis 1950, « ne pas manger trop gras, trop sucré et trop salé »), notamment dans le cadre des programmes télévisés. Un programme officiel (Programme national nutrition santé) est chargé d'établir des recommandations et des messages à destination du grand public.
En France, la « semaine du goût » (fin octobre), qui occasionne notamment de nombreuses initiatives dans les écoles, comporte cinq principales valeurs dont l’une orientée sur la diététique.

### Cours dans les hôpitaux
En France, la Sécurité sociale a calculé qu’il était rentable de rembourser au patient, lorsqu’un diabète sucré est nouvellement découvert, des cours de diététique donnés dans les hôpitaux. En effet, la bonne connaissance d’un régime, tant qu’il est encore temps d’agir (et sous réserve de l’appliquer ensuite) peut éviter pendant plusieurs décennies des complications coûteuses qui pourraient apparaître sinon en moins de dix ans, et de façon irréversible (en particulier une cécité due à la rétinopathie, ainsi que des dysfonctionnements rénaux). De tels cours y sont donc organisés en permanence.

## Allégations commerciales
Les entreprises agroalimentaires ayant parfois abusé du qualitatif « diététique » pour vendre leurs produits pourraient bientôt être interdites en Europe d’étiquetage. L'allégation santé est un puissant levier marketing pour augmenter la consommation d'un aliment en soulignant un côté « vertueux » de sa composition, ce qui obscurcit d'éventuels déséquilibres de l'aliment (aliment trop gras et trop sucré, qui mettrait en avant son apport en calcium et en fer, par exemple).

#### Diététique hippocratique
Textes de diététique hippocratique :
- Hippocrate, Du régime
- Aldebrandin de Sienne, Tacuinum sanitatis, Le régime du corps
- Platine, De honestat voluptate
- Bruyérin-Champier, De re cibaria

Textes d’historiens
- Travaux et articles de trois historiens - Marilyn Nicoud, Danielle Jacquart et Jean Louis Flandrin - sur les régimes de santé au Moyen Âge.

#### Diététique ayurvédique
- Guy Mazars, La médecine indienne, coll. « Que sais-je ? », 1995
- Pierre Huard, Jean Bossy et Guy Mazars, Les médecines de l’Asie, Seuil, 1978
- Caraka Samhita, Traité fondamental de la médecine ayurvédique, Almora, 2006
- Jean Filliozat, La doctrine classique de la médecine indienne, Paris, École française d'extrême-orient, 1975 (OCLC 7777057)

#### Diététique chinoise
- Jean-Marc Eyssalet, Gérard Guillaume, Mach-Chieu, Diététique énergétique & médecine chinoise : Notion d'aliment, éléments de physiologie chinoise et traitements préventifs des terrains. Aspects thérapeutiques, Desiris, 2005.
- Élisabeth Rochat de La Vallée et Claude Larre, La vie, la médecine et la sagesse, Su Wen les onze premiers traités, Institut Ricci, Éditions du Cerf, 2005
- Pierre Huard, Jean Bossy et Guy Mazars, Les médecines de l’Asie, Seuil, 1978

#### Bases de données et dictionnaires
- Ressource relative à la santé :   - Medical Subject Headings
- Notice dans un dictionnaire ou une encyclopédie généraliste :   - L'Encyclopédie canadienne
- Notices d'autorité :   - BnF (données)
  - LCCN
  - Israël
  - Tchéquie
  - Lettonie